# Église Notre-Dame d'Urville
L'église Notre-Dame d'Urville est une église catholique située à Urville, en France,.

## Localisation
L'église est située sur la commune d'Urville, dans le département français du Calvados.

## Historique
L'édifice date du XVIIe siècle. Il a été fondé en 1604 par Adam de La Longny pour remplacer un édifice cultuel dédié à saint Vigor et situé dans la cour du manoir. Une pierre de dédicace datée 1606 est présente dans la tour.
Une chapelle accolée à l'église est datée de la seconde moitié du XVIe siècle.

## Description
La tour se situe dans le prolongement de la nef, et au nord on trouve une chapelle.
Arcisse de Caumont signale que dans la chapelle se trouvaient quatre statues du fondateur du lieu de culte et de membres de sa famille, et que quatre caveaux de plomb se situaient dans un caveau sous la même partie de l'église.

## Protection
L'église, en totalité est inscrite au titre des monuments historiques par arrêté du 12 avril 2022. Il se substitue à l'arrêté d'inscription du 4 octobre 1932 du clocher.

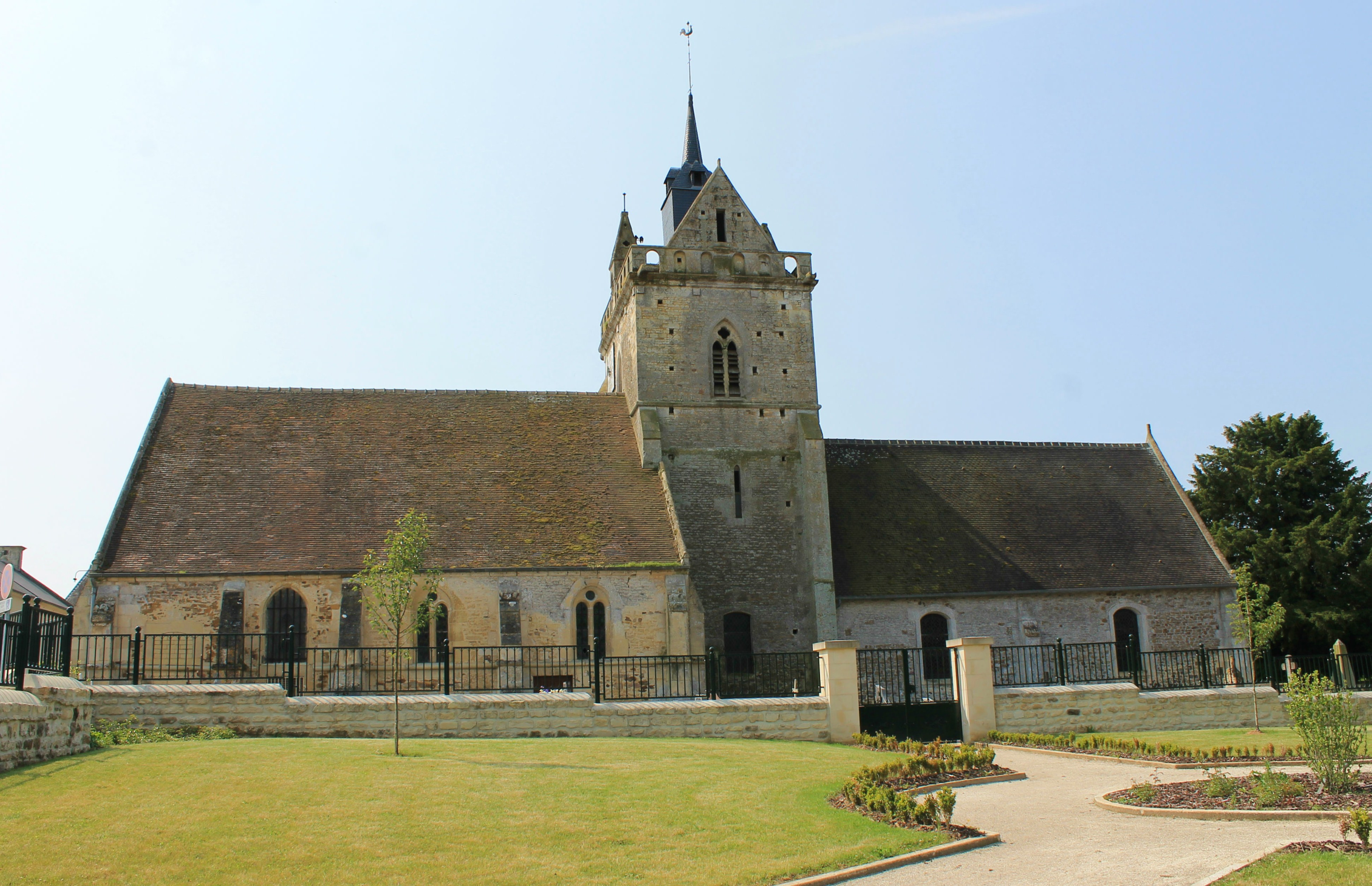
Autre vue extérieure.
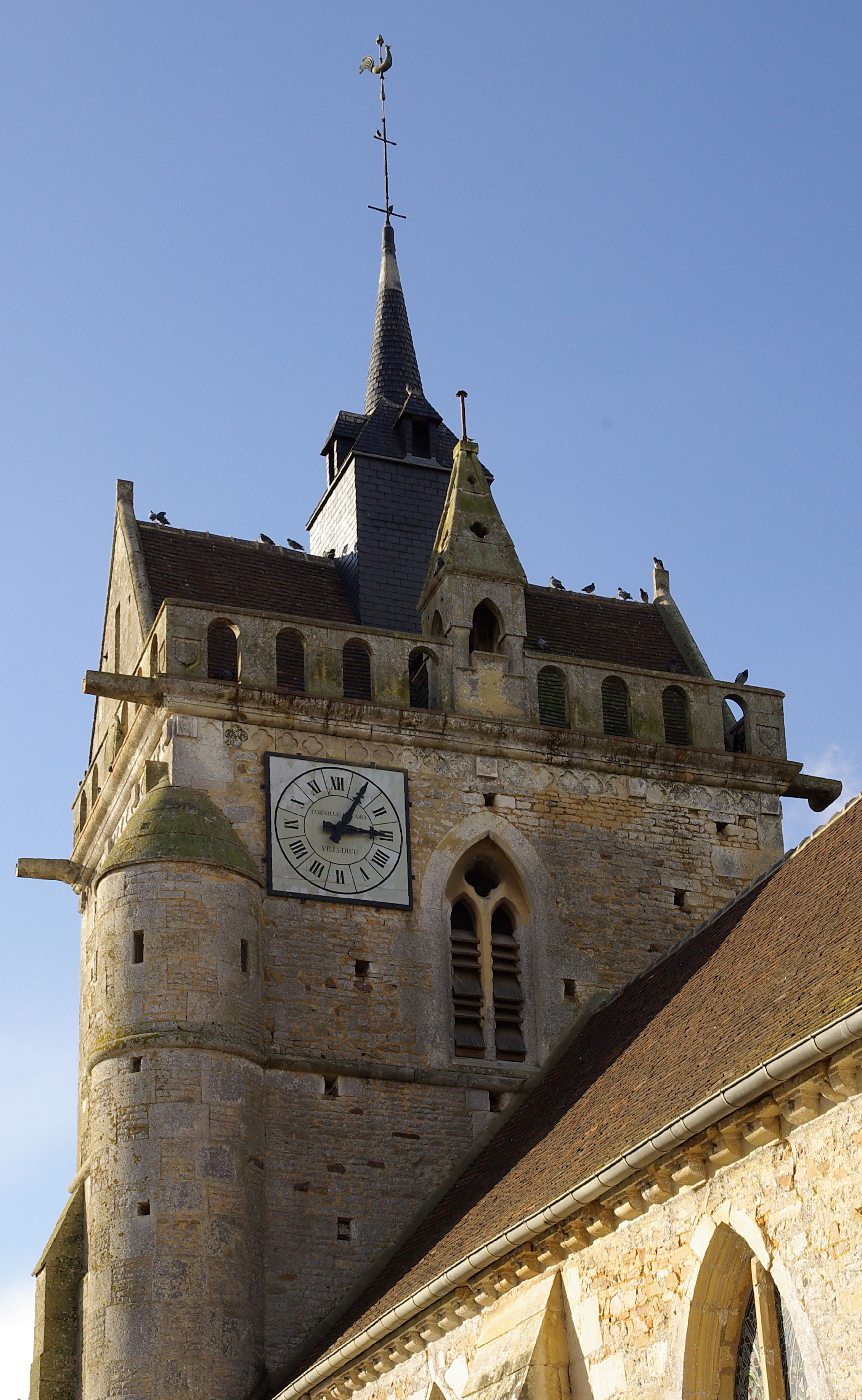
Le clocher.
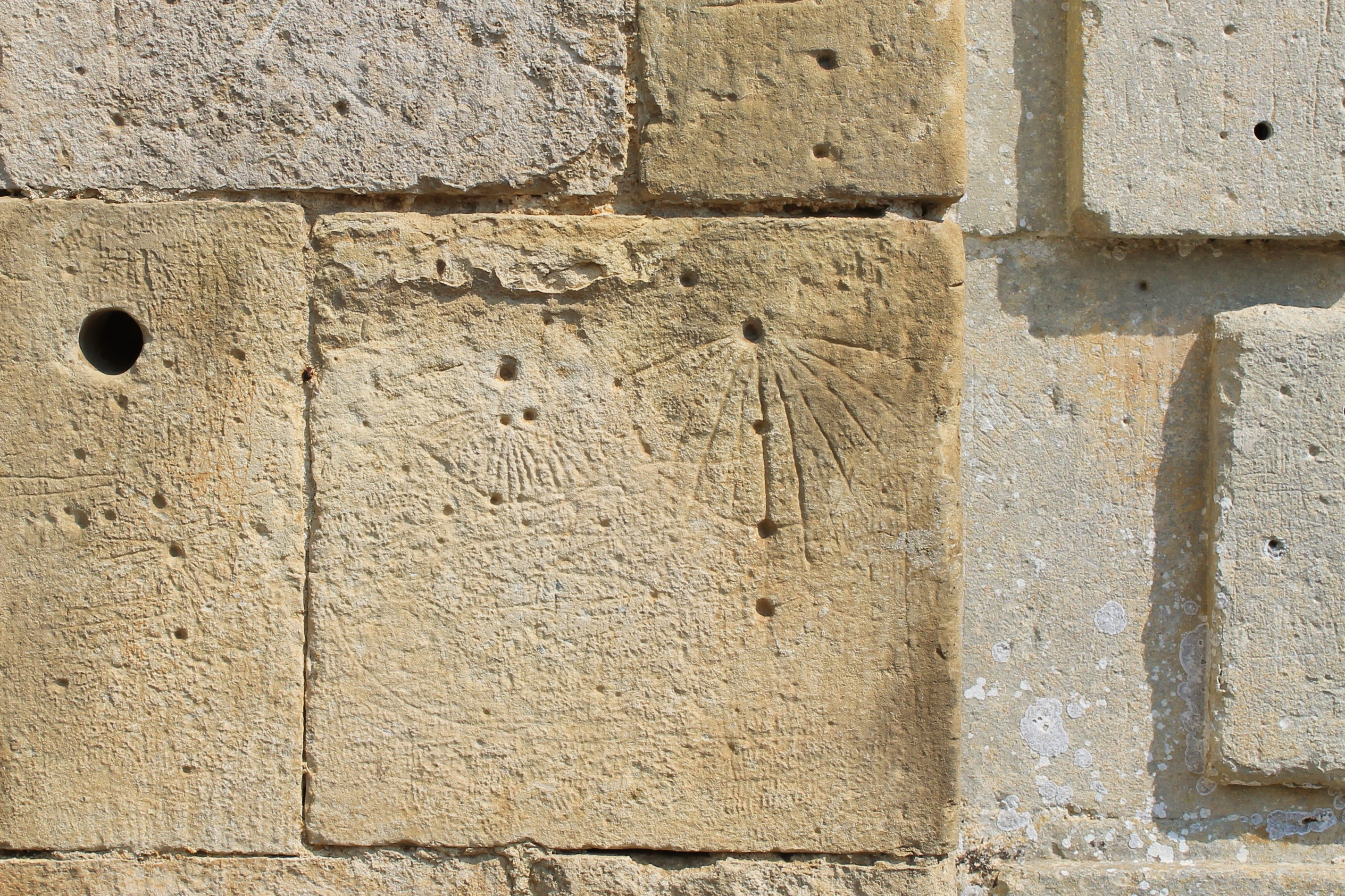
Cadran canonial.